# 三田村 (和歌山県)
三田村（さんたむら・さんだむら）は、和歌山県海草郡にあった村。旧名草郡。

## 地理
現在の和歌山市三田地区に相当する。村域のほとんどは水田で、村域北部では和田川が東西に貫いて流れており、北東部には山東軽便鉄道が走っている。

## 歴史
- 1889年（明治22年）4月1日 - 明治大合併の町村制施行により田尻村、坂田村、和田村が合併して名草郡三田村となる。坂田に村役場・巡査駐在所が設置される。
- 1895年（明治28年）7月11日 - 坂田（現在の和歌山市役所三田連絡所付近）に三田尋常小学校が設置される。
- 1896年（明治29年）4月1日 - 郡の統合により名草郡が海部郡と合併して海草郡となる[1]。
- 1897年（明治30年）9月 - 田尻に伝染病隔離病舎が設置される。
- 1915年（大正4年） - 村内の竈山神社が官幣大社に昇格する。
- 1916年（大正5年）2月15日 - 山東軽便鉄道が開通し、村内に竈山駅が設置される。
- 1940年（昭和15年）2月1日 - 市町村合併により紀三井寺町，野崎村とともに和歌山市へ編入される。

## 教育
尋常小学校のほか、農業補習学校や女子補習学校が置かれていた。

## 村名の由来
田尻、坂田、和田の3つの共通文字が田であることから。
読み方は和歌山県史によると「さんだ」だが、海草郡誌の記述では「さんた」である。現在は「さんた」とよむ。